# Las Grañeras
Las Grañeras es una villa española, perteneciente al municipio de El Burgo Ranero, en la provincia de León y la comarca de Tierra de Sahagún, en la Comunidad Autónoma de Castilla y León.
Situado sobre el Arroyo del Valle Abajo, afluente del Arroyo del Valle de Espejosa, y este a su vez del Arroyo del Valle Arriba, que es afluente del Arroyo del Puente y este del Arroyo del Rujidero, que desemboca por la derecha del Río Cea.
Los terrenos de Las Grañeras limitan con los de El Burgo Ranero al norte, Calzadilla de los Hermanillos al noroeste, Bercianos del Real Camino al oeste, Gordaliza del Pino al suroeste, Vallecillo al sur, Castrotierra de Valmadrigal, Santa Cristina de Valmadrigal y Matallana de Valmadrigal al sureste, Villamoratiel de las Matas al este y Villamarco al noreste.
- Datos: Q5970451